# Совка (приток Лыбеди)
Совка — река в Соломенском и Голосеевском районах Киева, правый приток Лыбеди. Длина — почти 5 км.
Берёт своё начало в урочище Проновщина. Исток состоит из двух ручьёв (один вблизи улицы Кадетский Гай, второй возле Зеленогорской улицы; сливаются ручьи в пруду, расположенном между улицами Колосковой и Пржевальского), на которых вместе образуется верхний каскад Совских прудов (6 прудов). Река протекает в естественной котловине с крутыми склонами.
Далее река пересекается коллектором проспект Лобановского и образует нижний каскад Совских прудов (11 прудов), вытекая из них примерно через один километр протекает под Фрометьевским спуском и впадает в Лыбедь (которая протекает под промзоной в коллекторе).
В верхнем течении река протекает по естественному руслу, после нижнего каскада прудов — в основном в коллекторе.